# Laphria auricorpus
Laphria auricorpus là một loài ruồi trong họ Asilidae. Laphria auricorpus được Hobby miêu tả năm 1948. Loài này phân bố ở vùng nhiệt đới châu Phi.